# Дынное дерево (род)
Ды́нное де́рево, или Кари́ка (лат. Carica) — род двудольных растений семейства Кариковые (Caricaceae). Выделен шведским систематиком Карлом Линнеем в 1753 году. Известный вид — папайя (Carica papaya).

## Систематика
По информации базы данных The Plant List, род включает 9 видов:
- Carica aprica V.M.Badillo
- Carica augusti Harms
- Carica candicans A.Gray
- Carica chilensis (Planch. ex A.DC.) Solms
- Carica cnidoscoloides Lorence & R.Torres
- Carica crassipetala V.M.Badillo
- Carica glandulosa Pav. ex A.DC.
- Carica goudotiana (Triana & Planch.) Solms
- Carica horovitziana V.M.Badillo
- Carica longiflora V.M.Badillo
- Carica monoica Desf.
- Carica omnilingua V.M.Badillo
- Carica palandensis V.M.Badillo, Van den Eynden & Van Damme
- Carica papaya L. — Папайя
- Carica parviflora (A.DC.) Solms
- Carica × pentagona Heilborn — Дынное дерево пятиугольное
- Carica pulchra V.M.Badillo
- Carica quercifolia (A.St.Hil.) Hieron. — Дынное дерево дуболистное
- Carica sphaerocarpa García-Barr. & Hern.Cam.
- Carica sprucei V.M.Badillo
- Carica stipulata V.M.Badillo
- Carica weberhaueri Harms

В некоторых классификациях род Карика (Дынное дерево) может описываться как монотипный с единственным видом C. papaya; все остальные виды в таком случае помещаются в состав рода Vasconcellea A.St.Hil..

## Распространение, общая характеристика
Представители рода произрастают главным образом в тропической Америке.
Деревья высотой до 10 м. Листья мягкие, длиной 30—60 см, размещены в верхней части растений. Цветки обоеполые, желтоватого или кремового цвета. Соцветие по форме удлинённое, с большим (более 100) количеством цветков. Плод — ягода.
Жизненный цикл растений сравнительно недолог.

## Значение
Ряд видов культивируются ради своих сладких и сочных плодов. Наиболее важным в этом отношении растением является папайя.